# Operating room management

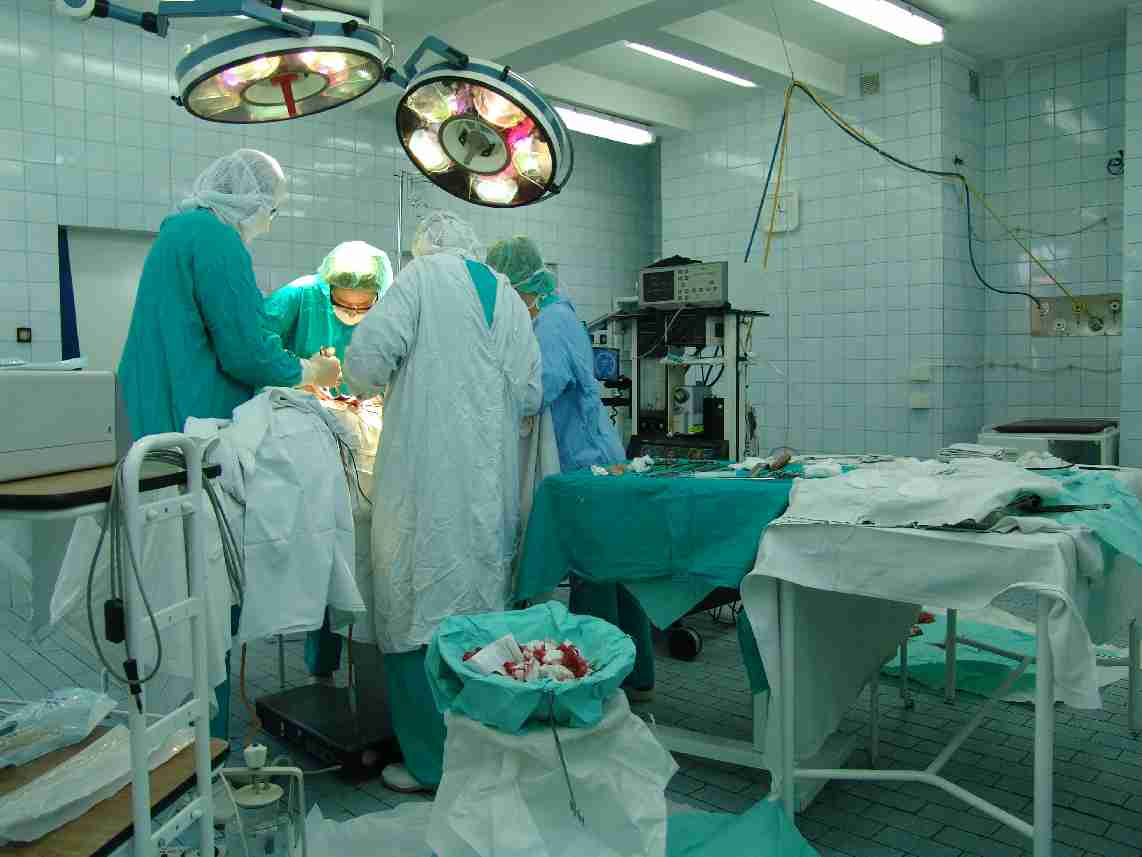
Personale al lavoro in una sala operatoria.

L'Operating Room Management (ORM) è quella disciplina che studia la gestione della sala operatoria. L'Operating Room Management operativo fa riferimento a tutte quelle azioni mirate all'ottimizzazione dell'efficienza operativa dell'unità chirurgica, vale a dire la massimizzazione del numero dei casi chirurgici che possono essere eseguiti durante una giornata e la minimizzazione delle risorse necessarie e dei relativi costi. L'Operating Room Management strategico si occupa invece delle attività decisionali di lungo termine che riguardano la sala operatoria. Nei sistemi sanitari orientati al profitto (come nel caso degli Stati Uniti d'America) prevale una gestione strategica della sala operatoria, mentre nei sistemi sanitari pubblici prevale una gestione più improntata al miglioramento delle decisioni operative.

## Caratteri generali
Pur essendo una disciplina emergente, l'ORM viene studiato in misura crescente al fine di comprendere come poter ottimizzare alcuni aspetti del percorso chirurgico, tra cui:
- La garanzia della sicurezza del paziente e del risultato dell'intervento su di esso;
- La garanzia di un accesso razionalizzato da parte dei chirurghi alla sala operatoria, così che i pazienti possano essere operati in maniera tempestiva;
- La massimizzazione dell'efficienza nell'utilizzo dei luoghi, del personale e del materiale di sala operatoria;
- La riduzione dei ritardi per i pazienti;
- La soddisfazione dei pazienti e del personale di sala operatoria.

L'interesse pubblico (e non solo) nei confronti dell'ORM è cresciuto notevolmente negli ultimi anni, in particolar modo a causa della necessità di riduzione e razionalizzazione della spesa sanitaria a fronte di una pressione crescente in termini di domanda di tali servizi da parte dei cittadini.. Alcuni studi hanno dimostrato come, all'interno dell'ospedale, l'unità chirurgica è quella che certamente genera i maggiori costi, e che incide maggiormente in termini di rischio clinico per il paziente. Di conseguenza, garantire la sicurezza del paziente e nel contempo monitorare l'utilizzo delle risorse sono due delle priorità d'analisi dei manager in sanità. Miglioramenti incrementali nell'utilizzo delle sale operatorie in termini di efficienza possono quindi avere delle conseguenze tangibili sulle finanze del servizio sanitario.

## Principali argomenti e questioni

### Obiettivi dell'operating room management
L'invecchiamento della popolazione ha come conseguenza indiretta l'aumento della necessità di procedure chirurgiche. In un clima economico che non permette un incremento della capacità delle strutture sanitarie pubbliche, l'aumento dell'efficienza di quelle esistenti si pone come valida alternativa.
Tra i fattori chiave identificati come funzionali al miglioramento dell'efficienza delle sale operatorie si possono menzionare:
- Coordinazione del flusso dei pazienti
- Tempestiva preparazione preoperatoria dei pazienti
- Ricezione efficiente dei pazienti
- Utilizzo parallelo sala induzione/PACU
- Capacità delle sale di recupero/unità di cura intensiva/reparti
- Strutture "flessibili"
- Processi incentrati sul paziente
- Miglioramento continuo del processo

### Principali inefficienze della sala operatoria
Tra le principali cause di inefficienza della sala operatoria si trovano quelle legate alla programmazione dei flussi operatori giornalieri ed alla precisa determinazione delle tempistiche dei vari interventi.

### L'efficienza in sala operatoria: parametri quantitativi
Alcuni autori propongono dei parametri quantitativi allo scopo di misurare l'efficienza del blocco operatorio. Tali indicatori di performance sono:
- Costo del personale in rapporto al carico di lavoro programmato
- Ritardo del primo intervento della giornata rispetto all'orario programmato (Start-time tardiness)
- Tasso di cancellazione degli interventi programmati
- Ritardo nell'ammissione all'area di recupero post-anestesiologico
- Margine contributivo medio per ora di sala operatoria
- Tempi di turnover.